# 通镇 (意大利)

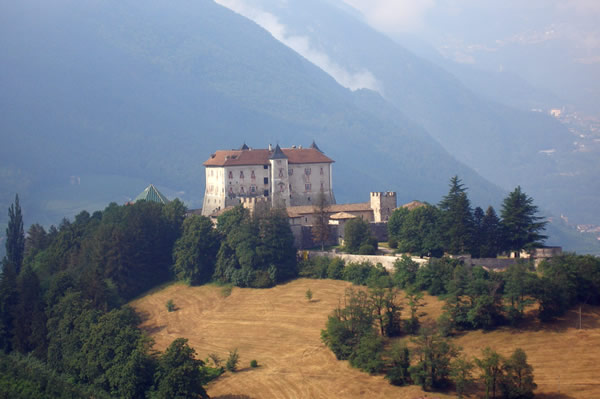
城堡

通镇（義大利語：Ton）是意大利特伦蒂诺-上阿迪杰大区特倫托自治省的市镇，位于特伦托北边约20公里处。市镇面积为26.4平方公里，2021年人口数量为1,228人。